# GLACIER

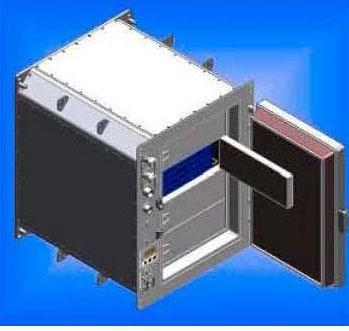
Künstlerische Darstellung der inneren und äußeren Türen der GLACIER-Einheit

GLACIER, General Laboratory Active Cryogenic ISS Experiment Refrigerator, ist eine Geräteeinheit zum Einfrieren wissenschaftlicher Experimente bei extrem niedrigen Temperaturen auf der Internationalen Raumstation.

## Beschreibung
GLACIER ist eine wassergekühlte Einheit zur Lagerung wissenschaftlicher Experimente bei Temperaturen von +4 °C bis −160 °C auf der ISS. Das Innere des Geräts hat ein Volumen von 20 Liter und kann mit maximal 10 kg beladen werden. Die Temperatur von −160 °C kann selbst bei einem Stromausfall für 6 bis 8 Stunden aufrechterhalten werden, falls GLACIER vor dem Stromausfall bereits auf −160 °C betrieben wurde.
Das Innere der GLACIER-Einheit wird von 2 beziehungsweise 5 Türen von außen abgeschirmt. Die äußere Tür bietet Schutz sowie thermische Isolation. Die innere Tür ist in 4 kleinere Türen aufgeteilt, wodurch einzelne Proben entnommen werden können, ohne die Kühlung anderer Proben zu stören.
GLACIER kann sowohl in einem Space Shuttle, als auch im ISS EXPRESS Rack verbaut werden.

## Weitere gekühlte Lagerbereiche der ISS
- Minus Eighty-Degree Laboratory Freezer For ISS (+10 °C bis −99 °C)
- Microgravity Experiment Research Locker/Incubator (+48 °C bis −20 °C)
- Polar (Research Refrigerator For ISS) (+4 °C bis −95 °C)